# Mimulus androsaceus
Espèce
Mimulus androsaceus est une espèce de Mimulus (parfois appelées « mimules ») connue en anglais sous le nom de rockjasmine monkeyflower. Elle est endémique de la Californie où sa distribution s'étend des chaînes côtières californiennes du Nord au nord de la région de la baie de San Francisco jusqu'au désert des Mojaves et aux Peninsular Ranges. Elle pousse dans les endroits humides dans plusieurs types d'habitats.

## Description
Mimulus androsaceus est une petite plante annuelle qui produit une tige de l'épaisseur d'un cheveu d'une hauteur de quelques centimètres seulement. Son feuillage est principalement rouge verdâtre ; les feuilles minces disposées en paire recouvre la tige à sa mi-hauteur. La base tubulaire de la fleur est entourée par un calice rouge poilu de sépales. La corolle de la fleur est rose à pourpre rougeâtre avec des taches foncées dans la gorge et mesure seulement quelques millimètres.